# Dasypus bellus
Dasypus bellus és una espècie d'armadillo extint, que visqué a Nord-amèrica durant el Pliocè i el Plistocè.
Era una mica més gros que el seu parent vivent, l'armadillo de nou bandes. Se n'han trobat restes fòssils als Estats Units. Potser era capaç de carregar-se en forma de bola.